# Lukas Nilsson
Lukas Eric Oliver Nilsson, född 16 november 1996 i Ystad, är en svensk handbollsspelare (vänsternia). Han spelar sedan 2023 för danska Aalborg Håndbold. Han debuterade i november 2015 för Sveriges landslag.
I januari 2016 skrev Lukas Nilsson på ett kontrakt med THW Kiel. Han anslöt dit under sommaren samma år. 2020 började han spela för Rhein-Neckar Löwen. Sedan sommaren 2023 har han kontrakt med Aalborg Håndbold.

## Meriter
Med klubblag
- EHF-cupmästare 2019 med THW Kiel
- Tysk mästare 2020 med THW Kiel
- Tysk cupmästare 2017 & 2019 med THW Kiel, och 2023 med Rhein-Neckar Löwen
- Dansk mästare 2024 med Aalborg Håndbold
- EHF Champions League 2024 med Aalborg Håndbold

Med landslaget
- EM 2016 i Polen: 8:a
- OS 2016 i Rio de Janeiro: 11:a
- VM 2017 i Frankrike: 6:a
- EM 2018 i Kroatien:  Silver